# Google Web Toolkit
Google Web Toolkit (GWT) – biblioteka SDK do tworzenia aplikacji AJAX w oparciu o język Java, jak i dla aplikacji typu RIA. Pozwala on na tworzenie kodu bez ręcznego kodowania i łączenia elementów języka Java oraz JavaScript. Po napisaniu kodu aplikacji następuje kompilacja części klienckiej do JavaScriptu, CSS oraz HTML. Część serwerowa zostaje skompilowana przez standardowy kompilator Javy.
Framework w standardzie zapewnia poprawne wyświetlanie komponentów w przeglądarkach: Firefox, Opera, IE, Safari, Google Chrome. Oprócz tego daje obsługę internacjonalizacji, zarządzania historią w przeglądarce, wykonywania testów jednostkowych JUnit.
Framework jest wykorzystywany m.in. przez AdWords, AdSense, Google Wallet, Orkut, Google Wave.